# 徐之垣
徐之垣，字維翰，號心韋，浙江寧波府鄞縣人，明朝政治人物、书画家、词人。

## 生平
天启五年（1625年）乙丑科，登进士。授永豐縣知縣，每巡行阡陌，老幼多邀其入室，輒為述古孝悌事，以勸勉之。會入覲，調繁吉水縣，永豐民诣巡按請留任，巡按諭已奉旨，不可留。豐民私相議，县令赴吉必由府，當邀之。之垣抵信州，吉陽吏胥方具輿盖迎之，豐民肩其輿，奪其盖，擁歸邑。之垣不能禁，以状白大吏，次日藩司遣人慰諭，命送徐令之任，豐民闭城大譟，為罷市。藩司復遣通判盧某召之垣至郡議之，豐民數千偕行至寓所，環坐以守。藩司見衆志堅，為移文巡按，托其上請。豐民謂必可得，稍稍引歸。而巡按方以病在告，郡守命之垣速微服至吉，無使豐民知。之垣既抵新任，豐民聞之，悵然如失父母。信州故有宋趙忠定公一杯亭，民為新其亭，易名「攀雲」，并祀焉。吉陽為邹忠介公故里，之垣至，忠介方没，力營其身後事，且為立祠，其治吉如治豐。久之，丁内艱歸，服闋，崇祯年间，補任福建松溪县县令。曾任湖广提学御史，取授御史，時中官張彝憲監户工二部，外吏入覲者皆匍匐上謁，之垣獨不往。侍郎陈子壮以争宗室改官事下狱，之垣疏救之。留中不下，遂請病歸。起補原官，出按湖廣，首辅温體仁以其嘗疏侵之，奏其人善病，不任封疆。仍移病去。體仁歸，召對平台稱旨，命按江北。改督學，至廬州，會賊破城，僅免。任满復告歸。官至太仆寺少卿。明朝亡后，削髪為頭陀，居光溪别業，所谓「在澗樓」者，在山林隐居，终身不入城。自以不死廬州之難，復目睹變革，深用悔恨，嘗題其柱曰：「早已覺来都是夢，譬如死去未曾埋。」君子悲之。擅长书法、绘画。

## 代表著作
- 《在涧楼集》